# Corucia zebrata
El escinco gigante de Salomón (Corucia zebrata) o escinco de cola de mono es una especie de escincomorfos de la familia Scincidae y del género monotípico Parapistocalamus.

## Distribución geográfica
Es endémica del archipiélago de las islas Salomón (Papúa Nueva Guinea e Islas Salomón).

## Subespecies
Se reconocen las siguientes según The Reptile Database:
- C. zebrata alfredschmidti Köhler, 1997 - Bougainville;
- C. zebrata zebrata Gray, 1855 Islas Salomón.